# Francesc Carbonell i Bravo
Francesc Carbonell i Bravo   (Barcelona, 5 d'octubre de 1768 - Barcelona, 15 de novembre de 1836) fou un farmacèutic català, una de les figures fonamentals de la ciència catalana a la seva època de finals del segle xviii i principis del xix.

## Biografia
Era fill del farmacèutic Jaume Carbonell i de Maria Teresa Bravo. El 29 de gener de 1789 fou admès com a farmacèutic col·legiat amb només 20 anys. Es traslladà a Madrid el 1790, dedicant-se bàsicament a la botànica i a la farmàcia. Soci de l'Academia Médica Matritense el 1791.
Després es matriculà a la Facultat de Medicina de la Universitat d'Osca, on es graduà el 1795, mantenint-hi sempre una relació molt estreta. A la Facultat de Medicina de Montpeller aconseguí el grau de doctor en medicina i ciències naturals el 24 de març de 1801.
Se'l considera deixeble del gran químic francès Joseph Louis Proust (1754-1826), amb qui col·laborà durant un any (1802) en el laboratori que el químic regentava a Madrid. Els seus amplis coneixements li donaren com a resultat una gran activitat professional. El 1803 és designat per ocupar la càtedra de Química per la Reial Junta de Comerç de Catalunya, i el 1805 posà en funcionament l'Escola Química de Barcelona. La seva producció científica té importància quant als coneixements químics pròpiament dits, de tipus bàsic, com la seva aplicació a la medicina.
La seva feina com a professor de Mateu Orfila, el creador de la Toxicologia científica, també indica la seva vàlua. Fou revisor de gèneres medicinals de l'Aduana de Barcelona i ministre de Protomedicato a l'Audiència de Farmàcia.

## Obra
- Pharmaciae Elementa Chemiae recientioris fundamentis inixa. Barcelona. 1796.
- Elementos de farmacia fundados en los principios de la química moderna, Barcelona 1801, 1805, 1824 (castellano).
- Química aplicada a las Artes. Barcelona 1816.
- Curso analítico de química. Barcelona 1818.
- Ejercicios públicos de química que sostendrán los alumnos de la Escuela Gratuita de esta ciencia establecida en la ciudad de Barcelona, bajo la enseñanza y dirección del Dr. don Francisco Carbonell y Bravo. Barcelona 1807.
- Arte de hacer y conservar el vino. Barcelona. (Primer manual de enología científica en español). 1820.